# Hosokawa Morihiro
Hosokawa Morihiro (細川 護煕 (Tế Xuyên Hộ Hi)) (sinh ngày 14 tháng 1 năm 1938) là một chính khách Nhật Bản và là Thủ tướng Nhật Bản thứ 79 từ ngày 9 tháng 8 năm 1993 đến ngày 28 tháng 4 năm 1994. Chính phủ của ông là một chính phủ liên hiệp không phải là Đảng Dân chủ Tự do đầu tiên kể từ năm 1955.

## Thời trẻ
Hosokawa sinh ra trong một gia đình thuộc một chi của dòng họ Genji cổ (thị tộc Hosokawa) ở Tokyo (cựu Thủ tướng Konoe Fumimaro là ông của ông) và đã tốt nghiệp cử nhân luật tại Đại học Sophia năm 1961. Sau khi làm việc cho báo Asahi Shimbun trong nhiều năm, ông đã được bầu vào Thượng viện với tư cách là đảng viên Đảng Dân chủ Tự do năm 1971, đại diện cho tỉnh Kumamoto.
Sau khi phục vụ hai nhiệm kỳ trong Quốc hội Nhật Bản, ông đã thôi đảm trách nhiệm vụ tại đây năm 1983 và trở thành tỉnh trưởng tỉnh Kumamoto, nơi ông giữ chức này cho đến năm 1991.
Năm 1992, ông thông báo rằng ông không chịu nổi sự tham nhũng trong Đảng Dân chủ Tự do nữa và ông đã bỏ đảng này và lập đảng cải tổ Nhật Bản Tân Đảng.

## Hình ảnh

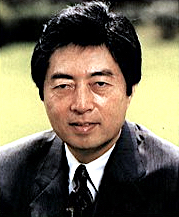
Hosokawa năm 1993.
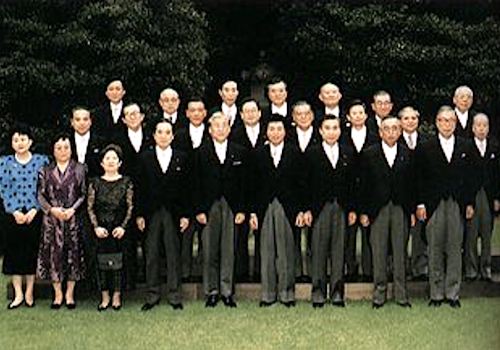
Nội các Hosokawa.
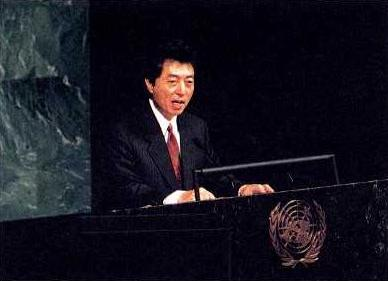
Hosokawa tại Liên Hợp Quốc năm 1993.
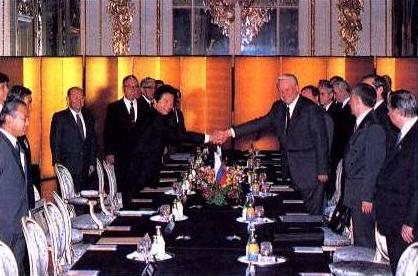
Hosokawa tiếp Boris Yeltsin ở Tokyo năm 1993.
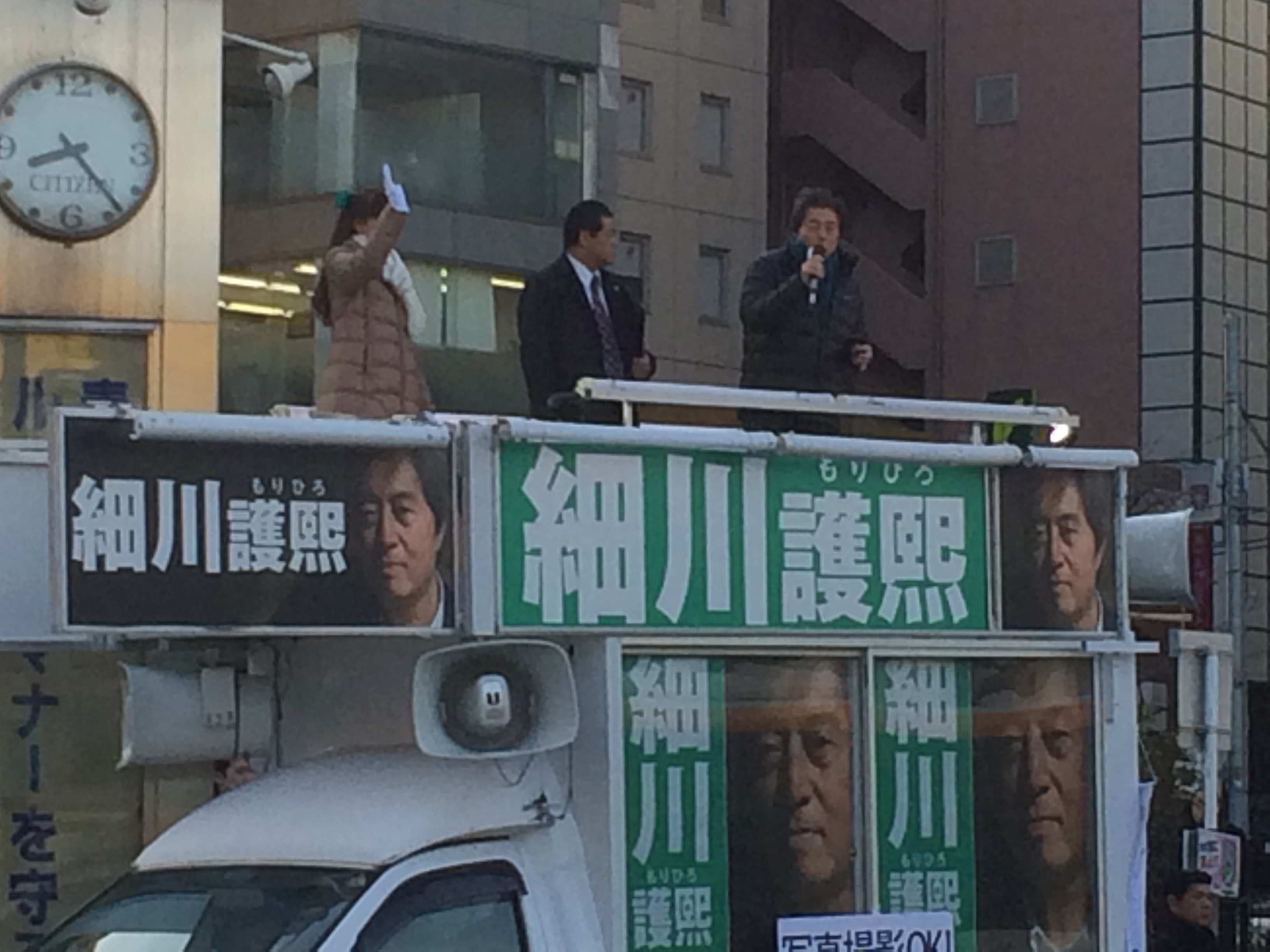
Hosokawa vận đọng tranh cử thị trưởng Tokyo tại ga Takadanobaba năm 2014.